# Omps
Omps – miejscowość i gmina we Francji, w regionie Owernia-Rodan-Alpy, w departamencie Cantal.
Według danych na rok 1990 gminę zamieszkiwały 223 osoby, a gęstość zaludnienia wynosiła 18 osób/km² (wśród 1310 gmin Owernii Omps plasuje się na 627. miejscu pod względem liczby ludności, natomiast pod względem powierzchni na miejscu 723.).